# Hygrochloa
Hygrochloa es un género de plantas herbáceas perteneciente a la familia de las poáceas. Es originario del norte de Australia. Comprende 2 especies descritas y aceptadas.

## Taxonomía
El género fue descrito por Michael Lazarides y publicado en Brunonia 2: 86. 1979. La especie tipo es: Hygrochloa aquatica 
Etimología
El nombre del género deriva de las palabras griegas hygros (húmedo) y chloé (hierba), refiriéndose a su hábitat.

## Especies aceptadas
A continuación se brinda un listado de las especies del género Hygrochloa aceptadas hasta abril de 2014, ordenadas alfabéticamente. Para cada una se indica el nombre binomial seguido del autor, abreviado según las convenciones y usos.
- Hygrochloa aquatica  Lazarides
- Hygrochloa cravenii Lazarides